# Liste des évêques aux armées du Kenya
Liste des évêques aux armées du Kenya. L'évêché aux armées du Kenya a été créé le 20 janvier 1964.

## Sont évêques
- 20 janvier 1964-29 août 1997 : Maurice Otunga (Maurice Michaël Otunga)
- du 29 août 1997 à sa retraite le 30 décembre 2016 : Alfred Kipkoech Arap Rotich

## Sources
- L'ANNUAIRE PONTIFICAL, sur le site http://www.catholic-hierarchy.org, à la page